# Дамьен, Франсуа
Франсуа Дамьен (фр. François Damiens; родился 17 января 1973 года в Уккеле, Бельгия) — бельгийский комедийный актёр, автор комедийного телешоу «Франсуа-Обманщик», в котором провоцировал людей на смешные поступки и снимал всё на скрытую камеру. Шоу получило признание даже за пределами Бельгии, его стали транслировать во Франции и Швейцарии. Карьеру в кино Дамьен начал в 2006 году, снявшись в фильме «Агент 117: Каир — шпионское гнездо». Снимается в основном в комедийных фильмах. Был номинирован на премию «Сезар» за лучшую мужскую роль второго плана за роль в фильме «Сердцеед» (2011).

## Избранная фильмография
| Год  |   | Русское название                   | Оригинальное название            | Роль             |
| ---- | - | ---------------------------------- | -------------------------------- | ---------------- |
| 2006 | ф | Агент 117: Каир — шпионское гнездо | OSS 117: Le Caire, nid d’espions | Раймонд Пеллетье |
| 2007 | ф | Такси 4                            | Taxi 4                           | Серж             |
| 2008 | ф | Ж. К. В. Д.                        | JCVD                             | Брюгес           |
| 2008 | ф | Нас двое                           | La Personne aux deux personnes   | врач             |
| 2008 | ф | Сорванцы из Тимпельбаха            | Les Enfants de Timpelbach        | развозчик        |
| 2008 | ф | Мы — легенды                       | Seuls Two                        | капитан команды  |
| 2009 | ф | Маленький Николя                   | Le Petit Nicolas                 | месье Бледур     |
| 2010 | ф | Сердцеед                           | L’Arnacœur                       | Марк             |
| 2010 | ф | Таможня даёт добро                 | Rien à déclarer                  | Жак Жанус        |
| 2011 | ф | Нежность                           | La Délicatesse                   | Маркус           |
| 2012 | ф | Переполох на районе                | Les Kaïra                        | Клод Фашун       |
| 2013 | ф | Сюзанн                             | Suzanne                          | Николя Меревски  |
| 2014 | ф | Голос семьи Белье                  | La Famille Bélier                | Родольф Белье    |
| 2015 | ф | Ковбои                             | Les Cowboys                      | Аллен Болланд    |
| 2015 | ф | Новейший завет                     | Le Tout Nouveau Testament        | Франсуа          |
| 2016 | ф | Новости с планеты Марс             | Des nouvelles de la planète Mars | Филипп Марс      |
| 2016 | ф | Танцовщица                         | La Danseuse                      | Маршан           |
| 2018 | ф | Мой Кет                            | Mon Ket                          | Дени Версавель   |
| 2018 | ф | Мир принадлежит тебе               | Le monde est à toi               | Ренэ             |
| 2020 | ф | Папина дочка                       | Le Prince oublié                 | Припру           |